# BFM TV
BFM TV (Akronym von Business FM) ist ein privater französischer 24-Stunden-Nachrichten- und Wetterkanal und Fernsehsender mit Sitz in Paris, Frankreich. Er ging aus dem gleichnamigen Wirtschaftsradiosender hervor, der als BFM Business weiterbetrieben wird. BFM TV startete am 28. November 2005 als Gratiskanal innerhalb des Programmpaketes TNT und ist inzwischen als Livestream im Internet frei empfangbar. Am 17. November 2015 startete die HD-Version von BFM TV auf Astra 19,2 Grad Ost.
Der Sender wird von dem Straßburger Medienmanager Alain Weill geführt und ist Teil der Gruppe NextRadioTV, die auch Eigentümerin der Radiostationen BFM und Radio Monte Carlo (RMC) ist. NextRadioTV wiederum gehört seit 2018 vollständig der Altice-Gruppe. 2024 übernahm Rodolphe Saadé, Eigentümer der Reederei CMA CGM, Altice Media und damit auch BMF TV.
Über Frankreich hinaus bekannt wurde über den Sender im April 2007 berichtet, wegen der Ausstrahlung einer Diskussion der Präsidentschaftskandidaten Ségolène Royal (PS) und François Bayrou (UDF/Parti Démocrate), die andere Sender nicht hatten veranstalten wollen.
Der Sender hat zehn Millionen Zuschauer, nimmt 77 Millionen Euro jährlich ein und beschäftigt mehr als 400 Mitarbeiter.
Zu den führenden Journalisten des Senders zählt Ruth Elkrief. Der „Star des Morgenfernsehens“ ist der frühere Sportreporter Jean-Jacques Bourdin.